# Tigela

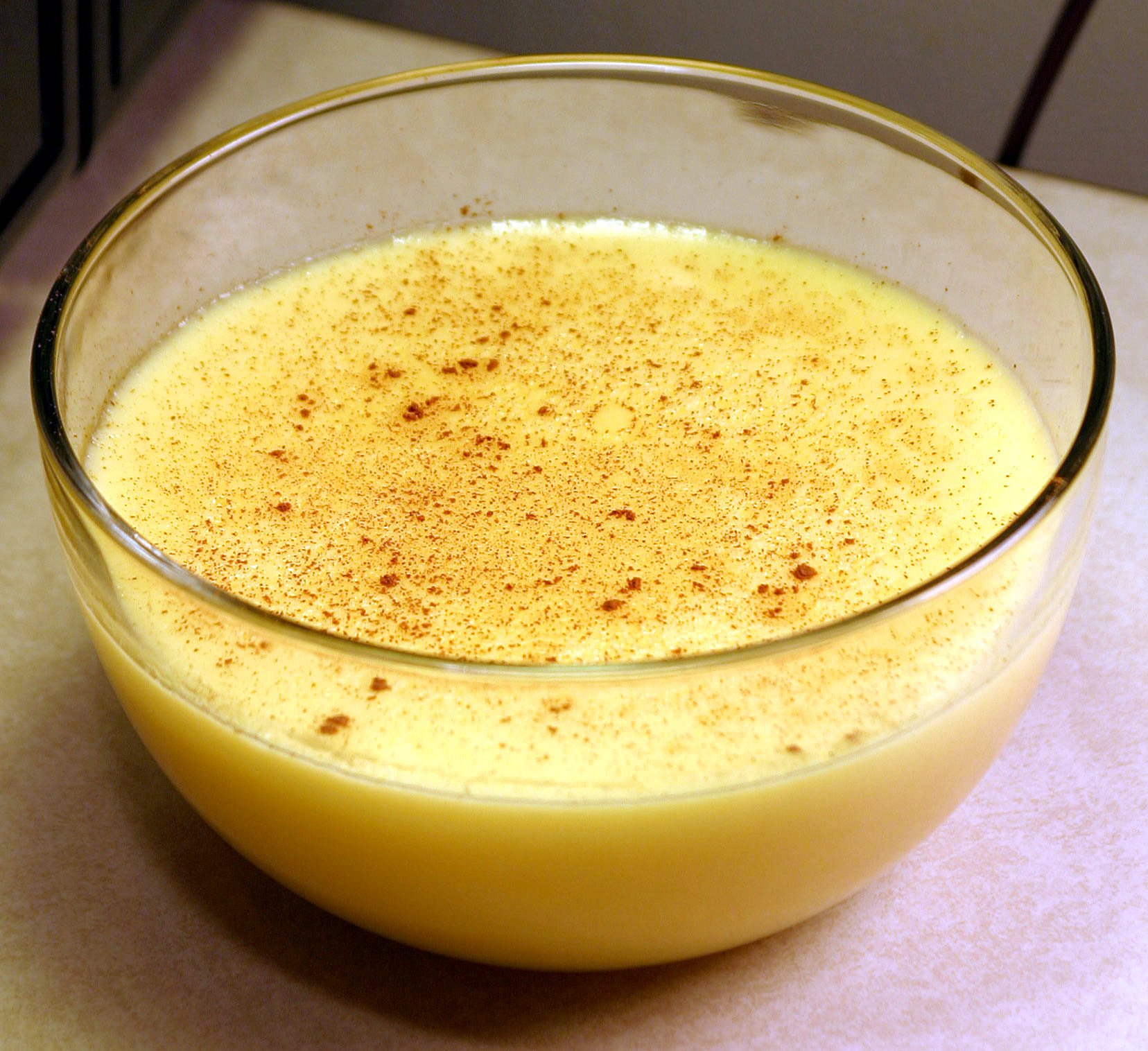
Tigela contendo pudim.

As tigelas são dos utensílios culinários mais simples e dos mais utilizados na cozinha. Geralmente sem tampa, nem pegas, as tigelas são recipientes de forma aproximadamente hemisférica, de metal, vidro, cerâmica ou plástico, que servem para separar ou misturar os alimentos a cozinhar; também se usam para guardar ou servir à mesa alimentos, saladas ou doces.
Na China, os alimentos são geralmente comidos em pequenas tigelas, com a colher típica daquela cultura ou com Hashi.
Muitos serviços de jantar incluem tigelas para servir a sopa ou os doces.
As tigelas existem há milhares de anos. As primeiras tigelas podiam ser encontradas na China, Grécia antiga, Creta e em certas culturas americanas. A aparência pode variar de simples formas com uma só cor até verdadeiras obras de arte.

## Tipos

### Gamela
Gamela é uma vasilha com a forma de uma tigela ou bacia, esculpida em madeira retirada de árvores cuja  madeira é macia, um exemplo é a gameleira.
Pode ser redonda ou ovalada e é utilizada, quer na alimentação humana, como prato ou vasilha para levar a comida à mesa, quer para dar de comer aos porcos, para banhos, lavagens e outros fins.
Apesar de construção aparentemente simples, a gamela, que atualmente é utilizada apenas por pessoas mais pobres ou como ornamentação em casas mais abastadas, não deve ser considerada um utensílio culinário primitivo. Foi necessário inventar primeiro os instrumentos de ferro para produzi-la. As vasilhas de barro e pedra parecem ser as de construção mais antiga, sendo encontradas com frequência em sítios arqueológicos; desta forma, as gamelas devem ter sido inventadas em locais onde o barro não era abundante.

## História Antiga
Examinando tigelas encontradas durante uma escavação arqueológica na América do norte, o antropólogo Vincas Steponaitis define uma tigela por suas dimensões, afirmando que o diâmetro de uma tigela raramente é menor que a metade de sua altura e que tigelas antigas são classificadas pelo aspecto e formato de sua borda.
A tigela de sopa padrão britânico/americano tem uma boca (que é a abertura sem incluir a extensão de suas abas) com um diâmetro de 18,5 centímetros e deve ter tamanho suficiente para comportar no mínimo 700ml de líquido.
Na Grécia clássica usava-se pequenas tigelas, além de páteras e cílices. A história da cerâmica mostra que as tigelas eram usadas para libação e como recipientes para perfumes. Algumas descobertas na região do Mediterrâneo, datadas da era do bronze, manifestam uma decoração elaborada e design sofisticado. Na cerâmica chinesa existem muitas tigelas com pinturas elaboradas que remetem ao período Neolítico. Até 2009, a peça mais antiga já encontrada tinha 18 mil anos.